# Australië op het wereldkampioenschap voetbal 2006
Australië is een van de landen die meedoet aan het Wereldkampioenschap voetbal 2006. Aan het roer staat de Nederlander Guus Hiddink, die de Aussies via de play-off tegen Uruguay voor de tweede keer in de geschiedenis van het land naar het WK leidde. Het laatste optreden was in 1974, ook in Duitsland.

## Kwalificatie
Als lid van de OFC moest Australië zich via een groepsfase, play-off in de eigen bond en een play-off met de nummer 5 van Zuid-Amerika zien te plaatsen voor het Wereldkampioenschap in Duitsland. Australië begon in de tweede ronde van het OFC kwalificatietoernooi, dat van 29 mei tot en met 6 juni 2004 in Australië werd gehouden. Deelnemers zijn altijd Australië, Nieuw-Zeeland en de twee beste uit Groep A en Groep B van de eerste kwalificatieronde. In de tweede ronde spelen alle teams één keer tegen elkaar. De winnaar van de tweede ronde en de nummer twee spelen nogmaals tegen elkaar in een thuis- en uitduel voor een laatste play-off tegen de nummer 5 van de kwalificatie in Zuid-Amerika.
In de eerste speelronde versloeg Australië belangrijk concurrent Nieuw-Zeeland met 1-0. Alle andere wedstrijden werden ook gewonnen, behalve die tegen de Salomonseilanden in de laatste speelronde (2-2). In de play-offs, ruim een jaar later, won Australië twee keer van de Salomonseilanden (7-0 en 1-2), waardoor men zich kon voorbereiden voor de play-off tegen de nummer 5 uit Zuid-Amerika. Op 12 november 2005 speelde Australië in Montevideo onder leiding van Guus Hiddink het eerste duel, dat met 1-0 verloren ging. In de terugwedstrijd won Australië met diezelfde cijfers in het Telstra Stadium te Sydney. De verlenging bracht geen verandering in de stand, en penalty's moesten de doorslag geven. Held van de dag werd Australisch doelman Mark Schwarzer, die de penalty's van Varela en Estoyanoff stopte. John Aloisi maakte de beslissende penalty waardoor Australië voor het eerst sinds 1974 weer op een Wereldkampioenschap voetbal aanwezig zou zijn. Tijdens de voorronde van het WK in Zuid-Korea / Japan presteerde Australië de wedstrijd te winnen van Amerikaans-Samoa met 31-0, een record in de geschiedenis van het WK.

### Wedstrijden
| 29 mei 2004 | Australië        | 1 – 0 | Nieuw-Zeeland |
| 31 mei 2004 | Australië        | 9 – 0 | Tahiti        |
| 2 juni 2004 | Australië        | 6 – 1 | Fiji          |
| 4 juni 2004 | Vanuatu          | 0 – 3 | Australië     |
| 6 juni 2004 | Salomonseilanden | 2 – 2 | Australië     |

### Ranglijst
| Land             | Wed | Win | Gel | Ver | DV | DT | +/- | Pnt |
| ---------------- | --- | --- | --- | --- | -- | -- | --- | --- |
| Australië        | 5   | 4   | 1   | 0   | 21 | 3  | 18  | 13  |
| Salomonseilanden | 5   | 3   | 1   | 1   | 9  | 6  | 3   | 10  |
| Nieuw-Zeeland    | 5   | 3   | 0   | 2   | 17 | 5  | 12  | 9   |
| Fiji             | 5   | 1   | 1   | 3   | 3  | 10 | -7  | 4   |
| Tahiti           | 5   | 1   | 1   | 3   | 2  | 24 | -20 | 4   |
| Vanuatu          | 5   | 1   | 0   | 4   | 5  | 9  | -4  | 3   |

### Play-offs OFC
|                                                        | |       |                  |                                                                                          |
| 3 september 2005 WK-kwalificatie Play-offs № 19:15 uur | Australië | 7 – 0 | Salomonseilanden | Aussie Stadium, Sydney Toeschouwers: 16.000 Scheidsrechter: Subkhiddin Mohd Salleh (MAS) |
| 3 september 2005 WK-kwalificatie Play-offs № 19:15 uur | Jason Culina 20' Mark Viduka 36' Mark Viduka 43' Tim Cahill 57' Scott Chipperfield 64' Archie Thompson 68' Brett Emerton 89' |       |                  | Aussie Stadium, Sydney Toeschouwers: 16.000 Scheidsrechter: Subkhiddin Mohd Salleh (MAS) |

|                                                        |                    |       |                                       |                                                                                        |
| 6 september 2005 WK-kwalificatie Play-offs № 19:00 uur | Salomonseilanden   | 1 – 2 | Australië                             | Lawson Tama Stadion, Honiara Toeschouwers: 16.000 Scheidsrechter: Shamsul Maidin (SIN) |
| 6 september 2005 WK-kwalificatie Play-offs № 19:00 uur | Henry Fa'Arodo 49' |       | 19' Archie Thompson 58' Brett Emerton | Lawson Tama Stadion, Honiara Toeschouwers: 16.000 Scheidsrechter: Shamsul Maidin (SIN) |

### Play-offs OFC/CONMEBOL
|                                                   |                     |       |           |                                                                                           |
| 12 november WK-kwalificatie Play-offs № 18:00 uur | Uruguay             | 1 – 0 | Australië | Estadio Centenario, Montevideo Toeschouwers: 58.000 Scheidsrechter: Claus Bo Larsen (DEN) |
| 12 november WK-kwalificatie Play-offs № 18:00 uur | Darío Rodríguez 36' |       |           | Estadio Centenario, Montevideo Toeschouwers: 58.000 Scheidsrechter: Claus Bo Larsen (DEN) |

|                                                        |                                                              |       |                                                                   |                                                                                                  |
| 16 november 2005 WK-kwalificatie Play-offs № 20:00 uur | Australië                                                    | 1 – 0 | Uruguay                                                           | Telstra Olympic Stadium, Sydney Toeschouwers: 82.698 Scheidsrechter: Luis Medina Cantalejo (ESP) |
| 16 november 2005 WK-kwalificatie Play-offs № 20:00 uur | Mark Bresciano 35'                                           |       |                                                                   | Telstra Olympic Stadium, Sydney Toeschouwers: 82.698 Scheidsrechter: Luis Medina Cantalejo (ESP) |
| 16 november 2005 WK-kwalificatie Play-offs № 20:00 uur | Strafschoppen                                                |       |                                                                   | Telstra Olympic Stadium, Sydney Toeschouwers: 82.698 Scheidsrechter: Luis Medina Cantalejo (ESP) |
| 16 november 2005 WK-kwalificatie Play-offs № 20:00 uur | Harry Kewell Lucas Neill Tony Vidmar Mark Viduka John Aloisi | 4 – 2 | Darío Rodríguez Gustavo Varela Fabián Estoyanoff Marcelo Zalayeta | Telstra Olympic Stadium, Sydney Toeschouwers: 82.698 Scheidsrechter: Luis Medina Cantalejo (ESP) |

## Wedstrijden op het wereldkampioenschap
In Groep F was Australië ingedeeld met topfavoriet Brazilië, Kroatië en Japan. Brazilië leek op voorhand de belangrijkste gegadigde voor de groepswinst, en dus zou de strijd om de tweede plaats gaan tussen de drie overige landen. Onder leiding van Guus Hiddink bleek dat Australië in staat is een gelouterd voetballand als Uruguay uit te schakelen, en dus was er hoop op een plaats in de tweede ronde.
Het eerste duel speelde Australië tegen Japan. Bij winst zou een belangrijke stap gezet kunnen worden naar de tweede ronde. Voor het duel tegen Brazilië, dat met dezelfde kleuren speelt, was Australië de underdog. Het laatste duel in de groep was speciaal: niet alleen kon Kroatië-Australië de uitslag in de groep bepalen, ook betrof het een duel tussen de landen met sterke onderlinge banden. In beide teams zit een aantal spelers met familiebanden in het land van de tegenstander.

## Groep F
Voor velen was titelverdediger Brazilië opnieuw de favoriet, het herbergde vier van de beste voetballers allen spelend voor grote clubs: Adriano (Inter Milan), middenvelder Kaká (AC Milan), topscorer Ronaldo (Real Madrid) en vooral Ronaldinho (FC Barcelona) die met zijn wervelende acties verantwoordelijk was voor de Champions League winst. Heel Berlijn keek verwachtingsvol uit naar de eerste wedstrijd tegen Kroatië, maar de wedstrijd was bleekjes en alleen een sterk moment van Kaká was genoeg voor de winst. Ook de wedstrijd tegen Australië viel voor de liefhebbers van samba-voetbal tegen, Australië kreeg na de 1-0 van Adriano genoeg kansen, maar het werd uiteindelijk 2-0 door invaller Fred. Brazilië was al geplaatst, in de laatste wedstrijd tegen Japan maakte een veredeld B-team een veel frisser indruk, het won met 4-1 en de in de eerste wedstrijden zwaar tegenvallende Ronaldo scoorde twee doelpunten en was nu met Gerd Müller topscorer aller tijden.
Japan, Kroatië en Australië streden om de tweede plaats, Japan kwam tegen Australië op een 1-0 voorsprong door een doelpunt van de bij
Celtic spelende Shunsuke Nakuruma na verkeerd inlopen van de Australische doelman Mark Schwarzer en stond vijf minuten voor tijd nog steeds voor. De Nederlandse bondscoach Guus Hiddink, die eerder wonderen verrichtte op het vorige WK bij Zuid-Korea bracht Tim Cahill en John Aloisi in, zij zorgden voor drie doelpunten in vijf minuten tijd. Het waren de eerste doelpunten en de eerste zege van Australië op een WK. Japan tegen Kroatië was doelpuntloos, mede omdat de Kroaat Darijo Srna een strafschop miste.
In het beslissende duel tegen Kroatië zou Australië genoeg hebben aan een gelijkspel. Al vroeg in de wedstrijd kwam Kroatië voor door een vrije trap van Srna, na een overduidelijke handsbal kreeg Australië een strafschop die de gelijkmaker opleverde. Hiddink had voor de wedstrijd doelman Schwarzer gepasseerd ten gunste van ex-Roda JC doelman Željko Kalac, dat was geen gelukkige keuze, want hij blunderde opzichtig bij het tweede doelpunt. De Australiërs hadden echter een geweldige fighting spirit en kwamen in de 77e minuut op gelijke hoogte na een doelpunt van Harry Kewell. Australië had zich geplaatst voor de achtste finales en Hiddink had opnieuw een huzarenstukje afgeleverd. In de slotfase kreeg de Kroaat Josip Šimunić zijn tweede gele kaart, scheidsrechter Graham Poll vergat hem uit het veld te sturen en later stuurde Poll hem toch uit het veld na een derde gele kaart. Poll besluit na deze opmerkelijke blunder zijn loopbaan te beëindigen.
| Land      | Wed | Win | Gel | Ver | DV | DT | +/− | Pnt |
| --------- | --- | --- | --- | --- | -- | -- | --- | --- |
| Brazilië  | 3   | 3   | 0   | 0   | 7  | 1  | 6   | 9   |
| Australië | 3   | 1   | 1   | 1   | 5  | 5  | 0   | 4   |
| Kroatië   | 3   | 0   | 2   | 1   | 2  | 3  | –1  | 2   |
| Japan     | 3   | 0   | 1   | 2   | 2  | 7  | –5  | 1   |

|                                               |                              |       |              |                                                                                             |
| 12 juni 2006 «onderlinge duels» 15:00 (UTC+2) | Australië                    | 3 – 1 | Japan        | Fritz-Walter-Stadion, Kaiserslautern Toeschouwers: 46.000 Scheidsrechter: Esam Abd El Fatah |
| 12 juni 2006 «onderlinge duels» 15:00 (UTC+2) | Cahill 84', 89' Aloisi 90+2' |       | 26' Nakamura | Fritz-Walter-Stadion, Kaiserslautern Toeschouwers: 46.000 Scheidsrechter: Esam Abd El Fatah |

|                                               |          |       |         |                                                                               |
| 13 juni 2006 «onderlinge duels» 21:00 (UTC+2) | Brazilië | 1 – 0 | Kroatië | Olympiastadion, Berlijn Toeschouwers: 72.000 Scheidsrechter: Benito Archundia |
| 13 juni 2006 «onderlinge duels» 21:00 (UTC+2) | Kaká 44' |       |         | Olympiastadion, Berlijn Toeschouwers: 72.000 Scheidsrechter: Benito Archundia |

|                                               |         |       |       |                                                                                        |
| 18 juni 2006 «onderlinge duels» 15:00 (UTC+2) | Kroatië | 0 – 0 | Japan | easyCredit-Stadion, Neurenberg Toeschouwers: 41.000 Scheidsrechter: Frank De Bleeckere |
| 18 juni 2006 «onderlinge duels» 15:00 (UTC+2) |         |       |       | easyCredit-Stadion, Neurenberg Toeschouwers: 41.000 Scheidsrechter: Frank De Bleeckere |

|                                               |                      |       |           |                                                                         |
| 18 juni 2006 «onderlinge duels» 18:00 (UTC+2) | Brazilië             | 2 – 0 | Australië | Allianz Arena, München Toeschouwers: 66.000 Scheidsrechter: Markus Merk |
| 18 juni 2006 «onderlinge duels» 18:00 (UTC+2) | Adriano 49' Fred 90' |       |           | Allianz Arena, München Toeschouwers: 66.000 Scheidsrechter: Markus Merk |

|                                               |            |       |                                             |                                                                              |
| 22 juni 2006 «onderlinge duels» 21:00 (UTC+2) | Japan      | 1 – 4 | Brazilië                                    | Signal Iduna Park, Dortmund Toeschouwers: 65.000 Scheidsrechter: Éric Poulat |
| 22 juni 2006 «onderlinge duels» 21:00 (UTC+2) | Tamada 34' |       | 45+1', 81' Ronaldo 53' Juninho 59' Gilberto | Signal Iduna Park, Dortmund Toeschouwers: 65.000 Scheidsrechter: Éric Poulat |

|                                               |                      |       |                             |                                                                                 |
| 22 juni 2006 «onderlinge duels» 21:00 (UTC+2) | Kroatië              | 2 – 2 | Australië                   | Mercedes-Benz Arena, Stuttgart Toeschouwers: 52.000 Scheidsrechter: Graham Poll |
| 22 juni 2006 «onderlinge duels» 21:00 (UTC+2) | Srna 2' N. Kovač 56' |       | 38' (pen.) Moore 79' Kewell | Mercedes-Benz Arena, Stuttgart Toeschouwers: 52.000 Scheidsrechter: Graham Poll |

### Achtste finale
|                     |                    |       |           | |
| 26 juni, 2006 17:00 | Italië             | 1 – 0 | Australië | Fritz-Walter-Stadion, Kaiserslautern Toeschouwers: 46.000 Scheidsrechter: Luis Medina Cantalejo ( Spanje) |
| 26 juni, 2006 17:00 | Totti 90+5' (pen.) |       |           | Fritz-Walter-Stadion, Kaiserslautern Toeschouwers: 46.000 Scheidsrechter: Luis Medina Cantalejo ( Spanje) |

## Wedstrijden gedetailleerd
WK voetbal 2006 (Groep F) Australië - Japan
WK voetbal 2006 (Groep F) Brazilië - Australië
WK voetbal 2006 (Groep F) Kroatië - Australië
WK voetbal 2006 (1/8e finale) Italië - Australië
FFA · A-internationals · Selecties · Bondscoaches · Australisch vrouwenelftal · Australië U21 · Australië U20 · Australië U19 · Australië U18 · Australië U17
1920 – 1929 · 
1930 – 1939 · 
1940 – 1949 · 
1950 – 1959 · 
1960 – 1969 · 
1970 – 1979 · 
1980 – 1989 · 
1990 – 1999 · 
2000 – 2009 · 
2010 – 2019 ·
2020 − 2029
WK 1974 ·
WK 2006 ·
WK 2010 · 
WK 2014 · 
WK 2018
OS 1956 · 
OS 1988 · 
OS 1992 · 
OS 1996 · 
OS 2000 · 
OS 2004 · 
OS 2008 · 
OS 2020
1922 ·
1923 · 
1924 · 
1925–1932 ·
1933 ·
1934–1935 ·
1936 ·
1937 ·
1938 ·
1939–1946 ·
1947 · 
1948 · 
1949 ·
1950 · 
1951–1953 ·
1954 · 
1955 · 
1956 · 
1957 ·
1958 · 
1959–1964 · 
1965 · 
1966 ·
1967 ·
1968 ·
1969 · 
1970 · 
1971 ·
1972 · 
1973 · 
1974 · 
1975 · 
1976 · 
1977 · 
1978 · 
1979 · 
1980 · 
1981 · 
1982 · 
1983 · 
1984 · 
1985 · 
1986 · 
1987 · 
1988 · 
1989 · 
1990 · 
1991 · 
1992 · 
1993 · 
1994 · 
1995 · 
1996 · 
1997 · 
1998 · 
1999 · 
2000 · 
2001 · 
2002 · 
2003 · 
2004 · 
2005 · 
2006 · 
2007 · 
2008 · 
2009 · 
2010 · 
2011 · 
2012 · 
2013 ·
2014 · 
2015 · 
2016 ·
2017 ·
2018 ·
2019 ·
2020 ·
2021
Amerikaans-Samoa ·
Argentinië ·
Bahrein ·
Bangladesh ·
België ·
Brazilië ·
Bulgarije ·
Cambodja ·
Canada ·
Chili ·
China ·
Colombia ·
Cookeilanden ·
Costa Rica ·
DDR ·
Denemarken ·
Duitsland ·
Ecuador ·
Egypte ·
Engeland ·
Fiji ·
Filipijnen ·
Frankrijk ·
Ghana ·
Griekenland ·
Guam ·
Honduras ·
Hongarije ·
Hongkong ·
Ierland ·
India ·
Indonesië ·
Irak ·
Iran ·
Israël ·
Italië ·
Jamaica ·
Japan ·
Jordanië ·
Kameroen ·
Kenia ·
Kirgizië ·
Koeweit ·
Kroatië ·
Libanon ·
Liechtenstein ·
Maleisië ·
Marokko ·
Mexico ·
Nederland ·
Nepal ·
Nieuw-Caledonië ·
Nieuw-Zeeland ·
Nigeria ·
Noord-Ierland ·
Noord-Korea ·
Noord-Macedonië ·
Noorwegen ·
Oezbekistan ·
Oman ·
Palestina ·
Papoea-Nieuw-Guinea ·
Paraguay ·
Peru ·
Polen ·
Qatar ·
Roemenië ·
Salomonseilanden ·
Samoa ·
Saoedi-Arabië ·
Schotland ·
Servië ·
Singapore ·
Slovenië ·
Slowakije ·
Spanje ·
Syrië ·
Tadzjikistan ·
Tahiti ·
Taiwan ·
Thailand ·
Tonga ·
Tsjechië ·
Tsjecho-Slowakije ·
Tunesië ·
Turkije ·
Uruguay ·
Vanuatu ·
Venezuela ·
Verenigde Arabische Emiraten ·
Verenigde Staten ·
Vietnam ·
Wales ·
Zimbabwe ·
Zuid-Afrika ·
Zuid-Korea ·
Zuid-Vietnam ·
Zweden ·
Zwitserland
Amerikaans-Samoa (2001) · 
Argentinië (2022) ·
Brazilië (1997) · 
Brazilië (2006) · 
Chili (2014) · 
Denemarken (2018) · 
Denemarken (2022) · 
Duitsland (2010) · 
Frankrijk (2018) · 
Italië (2006) · 
Japan (2006) · 
Kroatië (2006) · 
Nederland (2014) · 
Peru (2018) · 
Spanje (2014) · 
Zuid-Korea (2015, 2)